# Reach for the Stars (игра, 2000)
Reach for the Stars — научно-фантастическая пошаговая стратегическая компьютерная игра в жанре 4X, разработанная австралийской компанией Strategic Studies Group и изданная Strategic Simulations, Inc в 2000 году. Ремейк одноименной игры 1983 года.

## Переиздание
В 2005 году компания «Matrix Games» выпустила обновлённую версию игры. Игра подверглась переработке с целью достичь лучшей стабильности, а также в неё были включены наработки «Strategic Studies Group», которые должны были попасть в так и не вышедшее последнее обновление игры. Операционный директор «Matrix Games» Дэвид Хит заявил в официальном пресс-релизе, что «Это честь — вернуть к жизни одну самых влиятельных серий научно-фантастических стратегических игр».

## Отзывы
| Сводный рейтинг | Сводный рейтинг |
| Агрегатор       | Оценка          |
| --------------- | --------------- |
| GameRankings    | 63,86 %         |

Игра получила сдержанные отзывы критиков. Брюс Герик из «Gamespot» поставил игре оценку 6,5 из 10 и отметил, что «Reach for the Stars» страдает от обычной проблемы ремейков — «Вместо того, чтобы дать возможность заново пережить оригинал, она заставляет вас скучать по оригиналу». По мнению рецензента, некоторые дизайнерские решения не позволяют игре достичь уровня своего предшественника или современных игр жанра. Из основных недостатков были отмечены сложный пользовательский интерфейс, неудобное руководство и проблемы с балансом. Сильными сторонами были названы искусственный интеллект и микроменеджмент. Владимир Веселов из «Absolute Games» поставил игре 50 % и отметил, что Reach for the Stars является почти дословным повторением игры 1983 года и её устаревший игровой процесс не в состоянии конкурировать с современными играми в жанре.